# Mistr Bamberského oltáře
Mistr Bamberského oltáře (Meister des Bamberger Altars von 1429) byl gotický malíř působící v oblasti Norimberku v období 1420-1440.

## Dílo

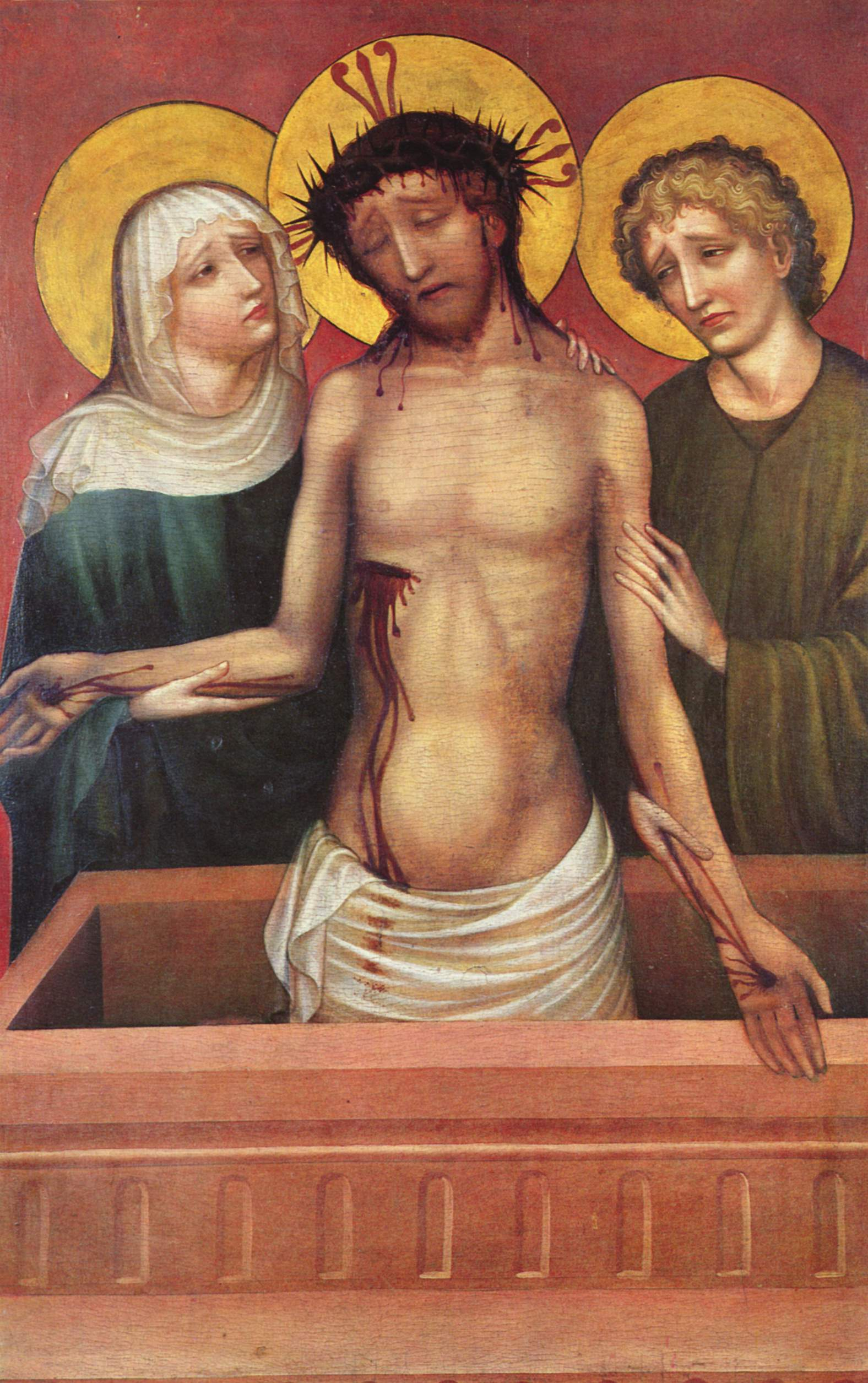
Mistr Bamberského oltáře, Kristus trpitel

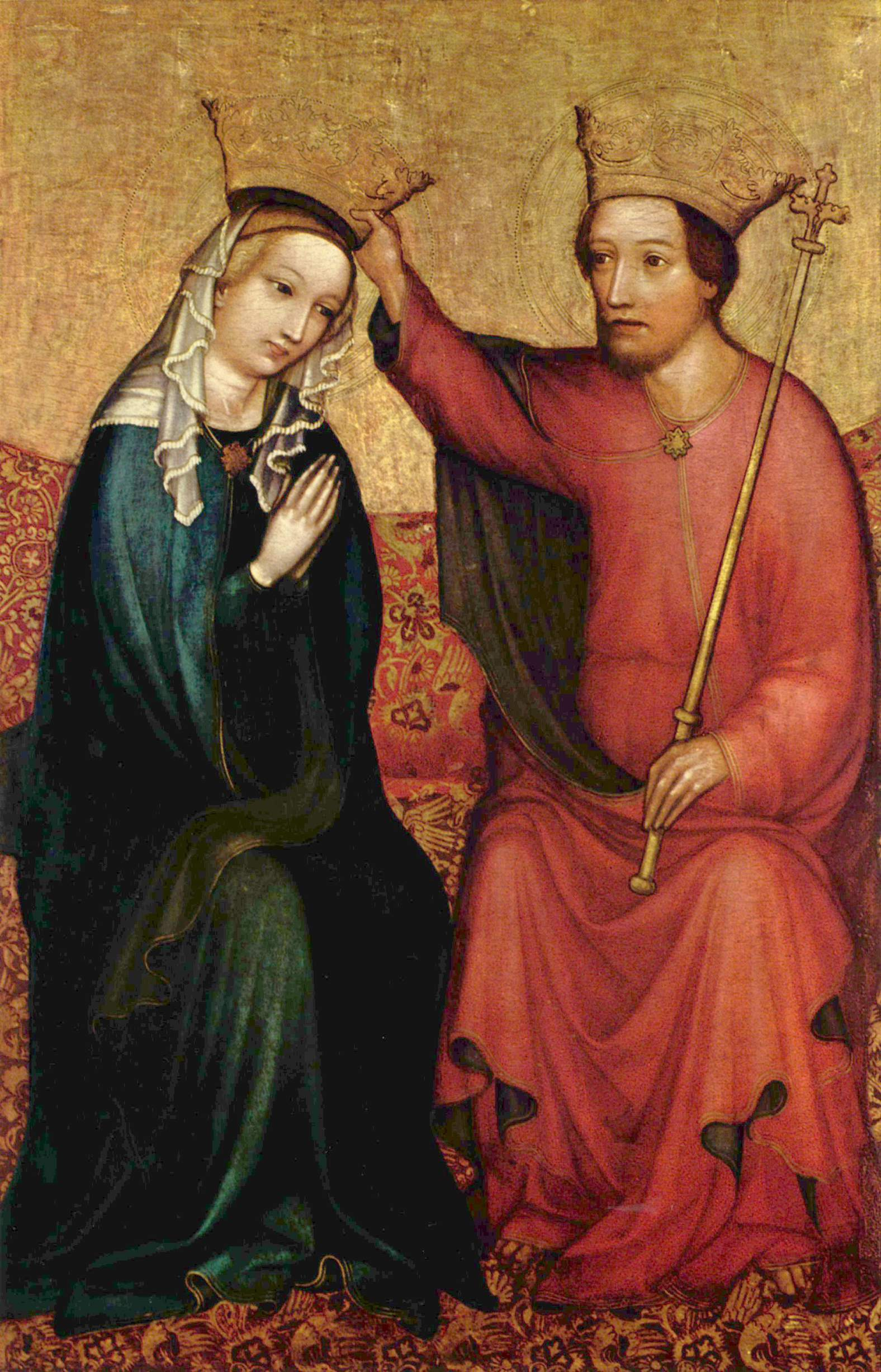
Mistr Imhoffského oltáře, Korunovace Panny Marie

Jméno malíře je odvozeno od oltáře z roku 1429, původně umístěného ve františkánském kostele v Bambergu, nyní v Bayerisches Nationalmuseum v Mnichově. Na pěti zachovaných deskových obrazech jsou pašijové scény.
Tento malíř byl dobře obeznámen s českou gotickou malbou a odvozoval typizaci tváří a figur zejména od Mistra Třeboňského oltáře, ale jeho postavy jsou méně elegantní a více statické. Mistr Bamberského oltáře předznamenává pozdně gotické umění, opouští styl "krásného slohu" a přibližuje se více italské malbě, reprezentované např. Altichierim.
Dílo bylo původně připisováno Mistru Imhoffského oltáře (Meister des Imhoff-Altars). O něco starší oltář (1418-1422) objednal Konrad Imhoff pro Lorenzkirche v Norimberku a je jako donátor zpodoben se třemi svými ženami na vnitřním křídle. Zadní strana oltáře s Kristem trpitelem, Madonou a sv. Janem Křtitelem je považována za díla bamberského mistra a byla také přenesena do muzea v Mnichově.
Dalším norimberským malířem, který byl ovlivněn českou gotickou malbou je Mistr Deichslerova oltáře ("Meister des Deichsler-Altars"), který roku 1420 vytvořil křídlový oltář pro Dominikánský kostel v Norimberku na objednávku Bertholda Deichslera. Předpokládá se, že ovlivnil Mistra Bamberského oltáře a žákem obou mohl být Mistr oltáře z Cadolzburgu ("Meister des Cadolzburger Altars"). Některá z děl byla v minulosti připisována norimberskému malíři Bertholdu Landauerovi (před 1396-1430/1432), ale tento názor je v současnosti zpochybněn.
Jako následník Mistra Bamberského oltáře je uváděn Sebald Bopp.